# Élections législatives de 2017 dans l'Oise
Les élections législatives françaises de 2017 se déroulent les 11 et 18 juin 2017. Dans le département de l'Oise, sept députés sont à élire dans le cadre de sept circonscriptions.

## Élus
| Circonscription                                 | Député sortant        | Parti | Parti    | Député élu ou réélu   | Parti | Parti |
| ----------------------------------------------- | --------------------- | ----- | -------- | --------------------- | ----- | ----- |
| 1re                                             | Olivier Dassault      |       | LR       | Olivier Dassault      |       | LR    |
| 2e                                              | Jean-François Mancel* |       | LR       | Agnès Thill           |       | LREM  |
| 3e                                              | Michel Françaix       |       | DVG      | Pascal Bois           |       | LREM  |
| 4e                                              | Éric Woerth           |       | LR       | Éric Woerth           |       | LR    |
| 5e                                              | Lucien Degauchy*      |       | LR       | Pierre Vatin          |       | LR    |
| 6e                                              | Patrice Carvalho      |       | FG (PCF) | Carole Bureau-Bonnard |       | LREM  |
| 7e                                              | Édouard Courtial*     |       | LR       | Maxime Minot          |       | LR    |
| * député sortant ne se représentant pas en 2017 |                       |       |          |                       |       |       |

## Rappel des résultats départementaux des élections de 2012
| Parti          | Parti                              | Premier tour | Premier tour | Second tour | Second tour | Sièges |
| Parti          | Parti                              | Voix         | %            | Voix        | %           | Sièges |
| -------------- | ---------------------------------- | ------------ | ------------ | ----------- | ----------- | ------ |
|                | Union pour un mouvement populaire  | 111 253      | 35,35        | 148 843     | 49,54       | 5      |
|                | Divers droite dont DLR, PCD        | 2 415        | 0,77         |             |             | 0      |
|                | Alliance centriste                 | 570          | 0,18         | 0           |             |        |
|                | Parti radical                      | 504          | 0,16         | 0           |             |        |
|                | Droite parlementaire               | 114 742      | 36,46        | 148 843     | 49,54       | 5      |
|                |                                    |              |              |             |             |        |
|                | Parti socialiste                   | 63 571       | 20,20        | 78 453      | 26,11       | 1      |
|                | Europe Écologie Les Verts          | 15 030       | 4,78         | 18 636      | 6,20        | 0      |
|                | Divers gauche dont MRC             | 9 351        | 2,97         |             |             | 0      |
|                | Parti radical de gauche            | 9 299        | 2,96         | 16 269      | 5,41        | 0      |
|                | Majorité présidentielle            | 97 251       | 30,90        | 113 358     | 37,73       | 1      |
|                |                                    |              |              |             |             |        |
|                | Front national                     | 62 246       | 19,78        | 19 916      | 6,63        | 0      |
|                | Front de gauche                    | 25 739       | 8,18         | 18 332      | 6,10        | 1      |
|                | Mouvement démocrate                | 5 500        | 1,75         |             |             | 0      |
|                | Extrême gauche dont LO, NPA et POI | 2 646        | 0,84         | 0           |             |        |
|                | Divers écologiste dont AÉI et MÉI  | 3 761        | 1,20         | 0           |             |        |
|                | Extrême droite                     | 2 270        | 0,72         | 0           |             |        |
|                | Divers                             | 530          | 0,17         | 0           |             |        |
|                |                                    |              |              |             |             |        |
| Inscrits       | Inscrits                           | 549 743      | 100,00       | 549 708     | 100,00      | 7      |
| Abstentions    | Abstentions                        | 230 279      | 41,89        | 240 056     | 43,67       |        |
| Votants        | Votants                            | 319 464      | 58,11        | 309 652     | 56,33       |        |
| Blancs et nuls | Blancs et nuls                     | 4 779        | 1,5          | 9 203       | 2,97        |        |
| Exprimés       | Exprimés                           | 314 685      | 98,5         | 300 449     | 97,03       |        |

## Résultats

### Taux de participation
| Taux de participation | 1er tour | 1er tour | 1er tour   | 2d tour | 2d tour | 2d tour    | Différence entre les deux tours |
| Taux de participation | En 2012  | En 2017  | Différence | En 2012 | En 2017 | Différence | Différence entre les deux tours |
| --------------------- | -------- | -------- | ---------- | ------- | ------- | ---------- | ------------------------------- |
| à 12 heures           | 23,44 %  | 20,10 %  | 3,34       | 23,73 % | 19,97 % | 3,76       | 0,13                            |
| à 17 heures           | 52,83 %  | 42,61 %  | 10,22      | 50,06 % | 37,73 % | 12,33      | 4,8                             |
| final                 | 58,11 %  | 47,94 %  | 10,17      | 56,33 % | 42,52 % | 13,81      | 5,42                            |

### Résultats à l'échelle du département
|                                          |                           |                           |                           |                          |                          |
|                                          |                           | Premier tour 11 juin 2017 | Premier tour 11 juin 2017 | Second tour 18 juin 2017 | Second tour 18 juin 2017 |
|                                          |                           |                           |                           |                          |                          |
|                                          |                           | Nombre                    | % des inscrits            | Nombre                   | % des inscrits           |
| Inscrits                                 | Inscrits                  | 562 375                   | 100,00                    | 562 250                  | 100,00                   |
| Abstentions                              | Abstentions               | 292 791                   | 52,06                     | 323 201                  | 57,48                    |
| Votants                                  | Votants                   | 269 584                   | 47,94                     | 239 049                  | 42,52                    |
|                                          |                           |                           | % des votants             |                          | % des votants            |
| Bulletins blancs                         | Bulletins blancs          | 4 063                     | 1,51                      | 15 711                   | 6,57                     |
| Bulletins nuls                           | Bulletins nuls            | 1 596                     | 0,59                      | 6 009                    | 2,51                     |
| Suffrages exprimés                       | Suffrages exprimés        | 263 925                   | 97,90                     | 217 329                  | 90,91                    |
|                                          |                           |                           |                           |                          |                          |
| Étiquette politique                      | Étiquette politique       | Voix                      | % des exprimés            | Voix                     | % des exprimés           |
|                                          |                           |                           |                           |                          |                          |
|                                          | La République en marche   | 77 404                    | 29,33                     | 103 548                  | 47,65                    |
|                                          | Les Républicains          | 62 946                    | 23,85                     | 74 863                   | 34,45                    |
|                                          | Front national            | 54 708                    | 20,73                     | 38 918                   | 17,91                    |
|                                          | La France insoumise       | 19 540                    | 7,40                      |                          |                          |
|                                          | Parti communiste français | 15 464                    | 5,86                      |                          |                          |
|                                          | Écologiste                | 8 058                     | 3,05                      |                          |                          |
|                                          | Debout la France          | 4 932                     | 1,87                      |                          |                          |
|                                          | Parti socialiste          | 4 920                     | 1,86                      |                          |                          |
|                                          | Divers droite             | 4 679                     | 1,77                      |                          |                          |
|                                          | Divers gauche             | 3 852                     | 1,46                      |                          |                          |
|                                          | Extrême gauche            | 2 588                     | 0,98                      |                          |                          |
|                                          | Divers                    | 2 192                     | 0,83                      |                          |                          |
|                                          | Parti radical de gauche   | 1 476                     | 0,56                      |                          |                          |
|                                          | Extrême droite            | 1 166                     | 0,44                      |                          |                          |
| Source : Ministère de l'Intérieur - Oise |                           |                           |                           |                          |                          |

### Résultats par circonscription

#### Première circonscription
Député sortant : Olivier Dassault (Les Républicains).
|                                                                        | |                           |                           |                          |                          |
|                                                                        | | Premier tour 11 juin 2017 | Premier tour 11 juin 2017 | Second tour 18 juin 2017 | Second tour 18 juin 2017 |
|                                                                        | |                           |                           |                          |                          |
|                                                                        | | Nombre                    | % des inscrits            | Nombre                   | % des inscrits           |
| Inscrits                                                               | Inscrits                                                                                            | 82 961                    | 100,00                    | 82 958                   | 100,00                   |
| Abstentions                                                            | Abstentions                                                                                         | 41 662                    | 50,22                     | 45 854                   | 55,27                    |
| Votants                                                                | Votants                                                                                             | 41 299                    | 49,78                     | 37 104                   | 44,73                    |
|                                                                        | |                           | % des votants             |                          | % des votants            |
| Bulletins blancs                                                       | Bulletins blancs                                                                                    | 543                       | 1,31                      | 2 004                    | 5,40                     |
| Bulletins nuls                                                         | Bulletins nuls                                                                                      | 259                       | 0,63                      | 978                      | 2,64                     |
| Suffrages exprimés                                                     | Suffrages exprimés                                                                                  | 40 497                    | 98,06                     | 34 122                   | 91,96                    |
|                                                                        | |                           |                           |                          |                          |
| Candidat Étiquette politique (partis et alliances)                     | Candidat Étiquette politique (partis et alliances)                                                  | Voix                      | % des exprimés            | Voix                     | % des exprimés           |
|                                                                        | |                           |                           |                          |                          |
|                                                                        | Olivier Dassault (député sortant) Les Républicains                                                  | 15 597                    | 38,51                     | 22 885                   | 67,07                    |
|                                                                        | Denis Flour La République en marche                                                                 | 9 773                     | 24,13                     | 11 237                   | 32,93                    |
|                                                                        | Claire Marais-Beuil Front national                                                                  | 7 340                     | 18,12                     |                          |                          |
|                                                                        | Fabien Naves La France insoumise                                                                    | 2 261                     | 5,58                      |                          |                          |
|                                                                        | Thierry Aury Parti communiste français                                                              | 2 025                     | 5,00                      |                          |                          |
|                                                                        | Josiane Baeckelandt Parti radical de gauche (Parti socialiste (France) - Europe Écologie Les Verts) | 1 476                     | 3,64                      |                          |                          |
|                                                                        | Richard Heim Écologiste (Alliance écologiste indépendante)                                          | 581                       | 1,43                      |                          |                          |
|                                                                        | Nathalie Hénoux-Deshayes Debout la France                                                           | 542                       | 1,34                      |                          |                          |
|                                                                        | Katell Mautin Extrême droite (Parti de la France)                                                   | 363                       | 0,90                      |                          |                          |
|                                                                        | François Laporte Lutte ouvrière                                                                     | 336                       | 0,83                      |                          |                          |
|                                                                        | Romain Cauët Divers (Union populaire républicaine)                                                  | 203                       | 0,50                      |                          |                          |
| Source : Ministère de l'Intérieur - Première circonscription de l'Oise | |                           |                           |                          |                          |

#### Deuxième circonscription
Député sortant : Jean-François Mancel (Les Républicains).
|                                                                        | |                           |                           |                          |                          |
|                                                                        | | Premier tour 11 juin 2017 | Premier tour 11 juin 2017 | Second tour 18 juin 2017 | Second tour 18 juin 2017 |
|                                                                        | |                           |                           |                          |                          |
|                                                                        | | Nombre                    | % des inscrits            | Nombre                   | % des inscrits           |
| Inscrits                                                               | Inscrits | 88 732                    | 100,00                    | 88 736                   | 100,00                   |
| Abstentions                                                            | Abstentions | 45 708                    | 51,51                     | 50 116                   | 56,48                    |
| Votants                                                                | Votants | 43 024                    | 48,49                     | 38 620                   | 43,52                    |
|                                                                        | |                           | % des votants             |                          | % des votants            |
| Bulletins blancs                                                       | Bulletins blancs                                                                                                  | 881                       | 2,05                      | 2 646                    | 6,85                     |
| Bulletins nuls                                                         | Bulletins nuls | 295                       | 0,69                      | 939                      | 2,43                     |
| Suffrages exprimés                                                     | Suffrages exprimés                                                                                                | 41 848                    | 97,27                     | 35 035                   | 90,72                    |
|                                                                        | |                           |                           |                          |                          |
| Candidat Étiquette politique (partis et alliances)                     | Candidat Étiquette politique (partis et alliances)                                                                | Voix                      | % des exprimés            | Voix                     | % des exprimés           |
|                                                                        | |                           |                           |                          |                          |
|                                                                        | Agnès Thill La République en marche                                                                               | 12 991                    | 31,04                     | 19 158                   | 54,68                    |
|                                                                        | Gaëtan Dussausaye Front national                                                                                  | 10 684                    | 25,53                     | 15 877                   | 45,32                    |
|                                                                        | Alexis Mancel Les Républicains (Union des démocrates et indépendants)                                             | 9 046                     | 21,62                     |                          |                          |
|                                                                        | Philippe Virolle La France insoumise                                                                              | 2 914                     | 6,96                      |                          |                          |
|                                                                        | Jacqueline Fontaine Écologiste ( Europe Écologie Les Verts - Parti socialiste (France) - Parti radical de gauche) | 2 213                     | 5,29                      |                          |                          |
|                                                                        | Marie Le Glou Parti communiste français                                                                           | 1 291                     | 3,08                      |                          |                          |
|                                                                        | Roland Guillaux Debout la France                                                                                  | 1 126                     | 2,69                      |                          |                          |
|                                                                        | Renée Potchtovik Lutte ouvrière                                                                                   | 593                       | 1,42                      |                          |                          |
|                                                                        | Thomas Joly Extrême droite (Parti de la France)                                                                   | 478                       | 1,14                      |                          |                          |
|                                                                        | Morgan Rouineau Divers (Union populaire républicaine)                                                             | 266                       | 0,64                      |                          |                          |
|                                                                        | Béatrice Pernier Divers droite                                                                                    | 246                       | 0,59                      |                          |                          |
| Source : Ministère de l'Intérieur - Deuxième circonscription de l'Oise | |                           |                           |                          |                          |

#### Troisième circonscription
Député sortant : Michel Françaix (Parti socialiste).
|                                                                         |                                                                            |                           |                           |                          |                          |
|                                                                         |                                                                            | Premier tour 11 juin 2017 | Premier tour 11 juin 2017 | Second tour 18 juin 2017 | Second tour 18 juin 2017 |
|                                                                         |                                                                            |                           |                           |                          |                          |
|                                                                         |                                                                            | Nombre                    | % des inscrits            | Nombre                   | % des inscrits           |
| Inscrits                                                                | Inscrits                                                                   | 73 888                    | 100,00                    | 73 889                   | 100,00                   |
| Abstentions                                                             | Abstentions                                                                | 42 672                    | 57,75                     | 46 419                   | 62,82                    |
| Votants                                                                 | Votants                                                                    | 31 216                    | 42,25                     | 27 470                   | 37,18                    |
|                                                                         |                                                                            |                           | % des votants             |                          | % des votants            |
| Bulletins blancs                                                        | Bulletins blancs                                                           | 531                       | 1,70                      | 2 012                    | 7,32                     |
| Bulletins nuls                                                          | Bulletins nuls                                                             | 192                       | 0,62                      | 665                      | 2,42                     |
| Suffrages exprimés                                                      | Suffrages exprimés                                                         | 30 493                    | 97,68                     | 24 793                   | 90,25                    |
|                                                                         |                                                                            |                           |                           |                          |                          |
| Candidat Étiquette politique (partis et alliances)                      | Candidat Étiquette politique (partis et alliances)                         | Voix                      | % des exprimés            | Voix                     | % des exprimés           |
|                                                                         |                                                                            |                           |                           |                          |                          |
|                                                                         | Pascal Bois La République en marche                                        | 8 658                     | 28,39                     | 14 300                   | 57,68                    |
|                                                                         | Philippe Murer Front national                                              | 6 584                     | 21,59                     | 10 493                   | 42,32                    |
|                                                                         | Frédérique Leblanc Les Républicains (Union des démocrates et indépendants) | 3 605                     | 11,82                     |                          |                          |
|                                                                         | Michel Françaix (député sortant) Divers gauche                             | 3 602                     | 11,81                     |                          |                          |
|                                                                         | Karine Monségu La France insoumise                                         | 3 029                     | 9,93                      |                          |                          |
|                                                                         | Karim Boukhachba Parti communiste français                                 | 1 257                     | 4,12                      |                          |                          |
|                                                                         | Johann Lucas Parti socialiste (Europe Écologie Les Verts)                  | 1 217                     | 3,99                      |                          |                          |
|                                                                         | Jean-Marc Gateau Debout la France                                          | 689                       | 2,26                      |                          |                          |
|                                                                         | Odette Chauve Écologiste (Mouvement 100 %)                                 | 422                       | 1,38                      |                          |                          |
|                                                                         | Caroline Alamachère Extrême droite (Parti de la France)                    | 325                       | 1,07                      |                          |                          |
|                                                                         | Roland Szpirko Lutte ouvrière                                              | 317                       | 1,04                      |                          |                          |
|                                                                         | Florian Mourat Divers (Union populaire républicaine)                       | 304                       | 1,00                      |                          |                          |
|                                                                         | Marie-José Maubert Écologiste                                              | 258                       | 0,85                      |                          |                          |
|                                                                         | Karim Guerda Divers                                                        | 183                       | 0,60                      |                          |                          |
|                                                                         | Mounia Tantan Écologiste (Mouvement 100 %)                                 | 43                        | 0,14                      |                          |                          |
| Source : Ministère de l'Intérieur - Troisième circonscription de l'Oise |                                                                            |                           |                           |                          |                          |

#### Quatrième circonscription
Député sortant : Éric Woerth (Les Républicains).
|                                                                         |                                                                                      |                           |                           |                          |                          |
|                                                                         |                                                                                      | Premier tour 11 juin 2017 | Premier tour 11 juin 2017 | Second tour 18 juin 2017 | Second tour 18 juin 2017 |
|                                                                         |                                                                                      |                           |                           |                          |                          |
|                                                                         |                                                                                      | Nombre                    | % des inscrits            | Nombre                   | % des inscrits           |
| Inscrits                                                                | Inscrits                                                                             | 92 605                    | 100,00                    | 92 500                   | 100,00                   |
| Abstentions                                                             | Abstentions                                                                          | 47 060                    | 50,82                     | 51 772                   | 55,97                    |
| Votants                                                                 | Votants                                                                              | 45 545                    | 49,18                     | 40 728                   | 44,03                    |
|                                                                         |                                                                                      |                           | % des votants             |                          | % des votants            |
| Bulletins blancs                                                        | Bulletins blancs                                                                     | 535                       | 1,17                      | 2 487                    | 6,11                     |
| Bulletins nuls                                                          | Bulletins nuls                                                                       | 184                       | 0,40                      | 929                      | 2,28                     |
| Suffrages exprimés                                                      | Suffrages exprimés                                                                   | 44 826                    | 98,42                     | 37 312                   | 91,61                    |
|                                                                         |                                                                                      |                           |                           |                          |                          |
| Candidat Étiquette politique (partis et alliances)                      | Candidat Étiquette politique (partis et alliances)                                   | Voix                      | % des exprimés            | Voix                     | % des exprimés           |
|                                                                         |                                                                                      |                           |                           |                          |                          |
|                                                                         | Stéphanie Lozano La République en marche                                             | 15 607                    | 34,82                     | 17 916                   | 48,02                    |
|                                                                         | Éric Woerth (député sortant) Les Républicains (Union des démocrates et indépendants) | 12 407                    | 27,68                     | 19 396                   | 51,98                    |
|                                                                         | Mylène Troszczynski Front national                                                   | 8 287                     | 18,49                     |                          |                          |
|                                                                         | Martin Battaglia La France insoumise                                                 | 3 035                     | 6,77                      |                          |                          |
|                                                                         | Martine Bernard Europe Écologie Les Verts                                            | 1 605                     | 3,58                      |                          |                          |
|                                                                         | Caroline Brebant Parti communiste français                                           | 1 206                     | 2,69                      |                          |                          |
|                                                                         | Luc Wilquin Écologiste (Mouvement 100 %)                                             | 823                       | 1,84                      |                          |                          |
|                                                                         | Anne Sébire Debout la France                                                         | 755                       | 1,68                      |                          |                          |
|                                                                         | Yann Leyris Divers droite (Nous Citoyens)                                            | 444                       | 0,99                      |                          |                          |
|                                                                         | Véronique Dao Castes Divers (Union populaire républicaine)                           | 343                       | 0,77                      |                          |                          |
|                                                                         | Caroline Dasini Lutte ouvrière                                                       | 314                       | 0,70                      |                          |                          |
| Source : Ministère de l'Intérieur - Quatrième circonscription de l'Oise |                                                                                      |                           |                           |                          |                          |

#### Cinquième circonscription
Député sortant : Lucien Degauchy (Les Républicains).
|                                                                         |                                                         |                           |                           |                          |                          |
|                                                                         |                                                         | Premier tour 11 juin 2017 | Premier tour 11 juin 2017 | Second tour 18 juin 2017 | Second tour 18 juin 2017 |
|                                                                         |                                                         |                           |                           |                          |                          |
|                                                                         |                                                         | Nombre                    | % des inscrits            | Nombre                   | % des inscrits           |
| Inscrits                                                                | Inscrits                                                | 72 840                    | 100,00                    | 72 842                   | 100,00                   |
| Abstentions                                                             | Abstentions                                             | 38 103                    | 52,31                     | 42 864                   | 58,85                    |
| Votants                                                                 | Votants                                                 | 34 737                    | 47,69                     | 29 978                   | 41,15                    |
|                                                                         |                                                         |                           | % des votants             |                          | % des votants            |
| Bulletins blancs                                                        | Bulletins blancs                                        | 481                       | 1,38                      | 1 813                    | 6,05                     |
| Bulletins nuls                                                          | Bulletins nuls                                          | 184                       | 0,53                      | 742                      | 2,48                     |
| Suffrages exprimés                                                      | Suffrages exprimés                                      | 34 072                    | 98,09                     | 27 423                   | 91,48                    |
|                                                                         |                                                         |                           |                           |                          |                          |
| Candidat Étiquette politique (partis et alliances)                      | Candidat Étiquette politique (partis et alliances)      | Voix                      | % des exprimés            | Voix                     | % des exprimés           |
|                                                                         |                                                         |                           |                           |                          |                          |
|                                                                         | Emmanuelle Bour La République en marche                 | 10 218                    | 29,99                     | 12 076                   | 44,04                    |
|                                                                         | Pierre Vatin Les Républicains                           | 6 792                     | 19,93                     | 15 347                   | 55,96                    |
|                                                                         | François Gachignard Front national                      | 6 596                     | 19,36                     |                          |                          |
|                                                                         | Laurent Grenier La France insoumise                     | 2 559                     | 7,51                      |                          |                          |
|                                                                         | Jean Desessart Divers droite                            | 2 543                     | 7,46                      |                          |                          |
|                                                                         | Bertrand Brassens Parti socialiste                      | 1 585                     | 4,65                      |                          |                          |
|                                                                         | Luc Blanchard Europe Écologie Les Verts                 | 1 092                     | 3,20                      |                          |                          |
|                                                                         | Hélène Masure Parti communiste français                 | 1 053                     | 3,09                      |                          |                          |
|                                                                         | Augusto Fernandes Debout la France                      | 425                       | 1,25                      |                          |                          |
|                                                                         | Mariam Lamzoudi Divers droite                           | 350                       | 1,03                      |                          |                          |
|                                                                         | Fatima Massau Divers droite                             | 339                       | 0,99                      |                          |                          |
|                                                                         | Hélène Becherini Lutte ouvrière                         | 273                       | 0,80                      |                          |                          |
|                                                                         | Hassina Guenouche Divers (Union populaire républicaine) | 157                       | 0,46                      |                          |                          |
|                                                                         | Gilles Nade Divers                                      | 90                        | 0,26                      |                          |                          |
| Source : Ministère de l'Intérieur - Cinquième circonscription de l'Oise |                                                         |                           |                           |                          |                          |

#### Sixième circonscription
Député sortant : Patrice Carvalho (Parti communiste français).
|                                                                       |                                                                          |                           |                           |                          |                          |
|                                                                       |                                                                          | Premier tour 11 juin 2017 | Premier tour 11 juin 2017 | Second tour 18 juin 2017 | Second tour 18 juin 2017 |
|                                                                       |                                                                          |                           |                           |                          |                          |
|                                                                       |                                                                          | Nombre                    | % des inscrits            | Nombre                   | % des inscrits           |
| Inscrits                                                              | Inscrits                                                                 | 75 255                    | 100,00                    | 75 229                   | 100,00                   |
| Abstentions                                                           | Abstentions                                                              | 37 637                    | 50,01                     | 41 739                   | 55,48                    |
| Votants                                                               | Votants                                                                  | 37 618                    | 49,99                     | 33 490                   | 44,52                    |
|                                                                       |                                                                          |                           | % des votants             |                          | % des votants            |
| Bulletins blancs                                                      | Bulletins blancs                                                         | 516                       | 1,37                      | 2 563                    | 7,65                     |
| Bulletins nuls                                                        | Bulletins nuls                                                           | 184                       | 0,49                      | 760                      | 2,27                     |
| Suffrages exprimés                                                    | Suffrages exprimés                                                       | 36 918                    | 98,14                     | 30 167                   | 90,08                    |
|                                                                       |                                                                          |                           |                           |                          |                          |
| Candidat Étiquette politique (partis et alliances)                    | Candidat Étiquette politique (partis et alliances)                       | Voix                      | % des exprimés            | Voix                     | % des exprimés           |
|                                                                       |                                                                          |                           |                           |                          |                          |
|                                                                       | Carole Bureau-Bonnard La République en marche                            | 11 091                    | 30,04                     | 17 619                   | 58,40                    |
|                                                                       | Michel Guiniot Front national                                            | 7 759                     | 21,02                     | 12 548                   | 41,60                    |
|                                                                       | Patrice Carvalho (député sortant) Parti communiste français              | 6 963                     | 18,86                     |                          |                          |
|                                                                       | Éric de Valroger Les Républicains (Union des démocrates et indépendants) | 5 869                     | 15,90                     |                          |                          |
|                                                                       | Géraldine Minet La France insoumise                                      | 2 692                     | 7,29                      |                          |                          |
|                                                                       | Caroline Marzucchetti Europe Écologie Les Verts                          | 1 021                     | 2,77                      |                          |                          |
|                                                                       | Véronique Rogez Debout la France                                         | 761                       | 2,06                      |                          |                          |
|                                                                       | Jean-Marc Iskin Lutte ouvrière                                           | 354                       | 0,96                      |                          |                          |
|                                                                       | Marie Veryepe Divers (Union populaire républicaine)                      | 283                       | 0,77                      |                          |                          |
|                                                                       | Garry Cambon Divers (Allons enfants !)                                   | 125                       | 0,34                      |                          |                          |
| Source : Ministère de l'Intérieur - Sixième circonscription de l'Oise |                                                                          |                           |                           |                          |                          |

#### Septième circonscription
Député sortant : Édouard Courtial (Les Républicains).
|                                                                        |                                                       |                           |                           |                          |                          |
|                                                                        |                                                       | Premier tour 11 juin 2017 | Premier tour 11 juin 2017 | Second tour 18 juin 2017 | Second tour 18 juin 2017 |
|                                                                        |                                                       |                           |                           |                          |                          |
|                                                                        |                                                       | Nombre                    | % des inscrits            | Nombre                   | % des inscrits           |
| Inscrits                                                               | Inscrits                                              | 76 094                    | 100,00                    | 76 096                   | 100,00                   |
| Abstentions                                                            | Abstentions                                           | 39 949                    | 52,50                     | 44 437                   | 58,40                    |
| Votants                                                                | Votants                                               | 36 145                    | 47,50                     | 31 659                   | 41,60                    |
|                                                                        |                                                       |                           | % des votants             |                          | % des votants            |
| Bulletins blancs                                                       | Bulletins blancs                                      | 576                       | 1,59                      | 2 186                    | 6,90                     |
| Bulletins nuls                                                         | Bulletins nuls                                        | 298                       | 0,82                      | 996                      | 3,15                     |
| Suffrages exprimés                                                     | Suffrages exprimés                                    | 35 271                    | 97,58                     | 28 477                   | 89,95                    |
|                                                                        |                                                       |                           |                           |                          |                          |
| Candidat Étiquette politique (partis et alliances)                     | Candidat Étiquette politique (partis et alliances)    | Voix                      | % des exprimés            | Voix                     | % des exprimés           |
|                                                                        |                                                       |                           |                           |                          |                          |
|                                                                        | Maxime Minot Les Républicains                         | 9 630                     | 27,30                     | 17 235                   | 60,52                    |
|                                                                        | Jean-François Dardenne La République en marche        | 9 066                     | 25,70                     | 11 242                   | 39,48                    |
|                                                                        | Philippe Lambilliotte Front national                  | 7 458                     | 21,14                     |                          |                          |
|                                                                        | Marie-Laure Darrigade La France insoumise             | 3 050                     | 8,65                      |                          |                          |
|                                                                        | Alexandre Ouizille Parti socialiste                   | 2 118                     | 6,00                      |                          |                          |
|                                                                        | Marie-France Boutroue Parti communiste français       | 1 669                     | 4,73                      |                          |                          |
|                                                                        | Luc Soisson Divers droite                             | 638                       | 1,81                      |                          |                          |
|                                                                        | Marc Mouilleseaux Debout la France                    | 634                       | 1,80                      |                          |                          |
|                                                                        | Agnès Dingival Lutte ouvrière                         | 401                       | 1,14                      |                          |                          |
|                                                                        | Mohamad Fakallah Divers gauche                        | 250                       | 0,71                      |                          |                          |
|                                                                        | Patricia Arnaud Divers (Union populaire républicaine) | 238                       | 0,67                      |                          |                          |
|                                                                        | Veronik Okendé Divers droite (La France qui ose)      | 119                       | 0,34                      |                          |                          |
| Source : Ministère de l'Intérieur - Septième circonscription de l'Oise |                                                       |                           |                           |                          |                          |